# Martin Glaessner
Martin Fritz Glaessner (25 décembre 1906 – 23 novembre 1989) est un géologue et paléontologue. Né dans l'ancienne Autriche-Hongrie, il y reçoit son éducation puis passe la majorité de sa vie en tant qu'employé pour des compagnies pétrolières et en étudiant la géologie du Pacifique sud en Australie. Glaessner est réputé pour avoir mené des travaux sur les formes de vie du Précambrien, connues sous le nom de faune de l'Ediacarien,.